# Mantophryne
Mantophryne és un gènere de granotes de la família Microhylidae que és endèmic de Papua Nova Guinea i Indonèsia.

## Taxonomia
- Mantophryne infulata (Zweifel, 1972).
- Mantophryne lateralis (Boulenger, 1897).
- Mantophryne louisiadensis (Parker, 1934).